# 華麗帕耶氏咽鱂
華麗帕耶氏咽鱂，為輻鰭魚綱鯉齒目鰕鱂亞目溪鱂科的其中一種，為熱帶淡水魚，分布於南美洲蓋亞那淡水流域，體長可達3.9公分，棲息在森林覆蓋且具有沉積物的溪流底中層水域，生活習性不明。

## 擴展閱讀
維基物種上的相關：華麗帕耶氏咽鱂